# Química del equilibrio
La química del equilibrio se ocupa de los sistemas en equilibrio químico. El principio unificador es que la energía libre de un sistema en equilibrio es el mínimo posible, de modo que la pendiente de la energía libre con respecto a la coordenada de reacción es cero. Este principio, aplicado a las mezclas en equilibrio, proporciona una definición de una constante de equilibrio. Las aplicaciones incluyen ácido-base, host-guest, metal-complejo, solubilidad, partición, cromatografía y equilibrios redox. 

## Equilibrio termodinámico
Se dice que un sistema químico está en equilibrio cuando las cantidades de las entidades químicas involucradas no cambian y no pueden cambiar en el tiempo sin la aplicación de una influencia externa. En este sentido, un sistema en equilibrio químico se encuentra en un estado estable. El sistema en equilibrio químico estará a una temperatura, presión (o volumen) y composición constantes. Estará aislado del intercambio de calor con el entorno, es decir, es un sistema cerrado. Un cambio de temperatura, presión (o volumen) constituye una influencia externa y las cantidades de equilibrio cambiarán como resultado de dicho cambio. Si existe la posibilidad de que la composición cambie, pero la tasa de cambio es despreciablemente lenta, se dice que el sistema está en un estado metaestable. La ecuación de equilibrio químico se puede expresar simbólicamente como 
{\displaystyle {\ce {reactivo(s) <=> producto(s)}}}
El signo  significa "están en equilibrio con".  
Esta definición se refiere a las propiedades macroscópicas. Los cambios ocurren a nivel microscópico de átomos y moléculas, pero en una medida tan pequeña que no son medibles y de manera equilibrada para que las cantidades macroscópicas no cambien. El equilibrio químico es un estado dinámico en el que las reacciones hacia adelante y hacia atrás se producen a velocidades tales que la composición macroscópica de la mezcla es constante. Por lo tanto, el signo de equilibrio  simboliza el hecho de que las reacciones ocurren en ambas direcciones. 
Un estado estable, por otro lado, no es necesariamente un estado de equilibrio en el sentido químico. Por ejemplo, en una cadena de desintegración radiactiva, las concentraciones de isótopos intermedios son constantes porque la tasa de producción es igual a la tasa de desintegración. No es un equilibrio químico porque el proceso de descomposición se produce en una sola dirección. 
El equilibrio termodinámico se caracteriza porque la energía libre para todo el sistema (cerrado) es un mínimo. Para sistemas a volumen constante, la energía libre de Helmholtz es mínima y para sistemas a presión constante la energía libre de Gibbs es mínima. Por lo tanto, un estado metaestable es aquel en el que el cambio de energía libre entre los reactivos y los productos no es mínimo, aunque la composición no cambie con el tiempo.
La existencia de este mínimo se debe a que la energía libre de mezcla de reactivos y productos es siempre negativa. Para las soluciones ideales, la entalpía de la mezcla es cero, por lo que existe el mínimo porque la entropía de la mezcla es siempre positiva. La pendiente de la energía libre de reacción, δGr con respecto a la coordenada de reacción, ξ , es cero cuando la energía libre está en su valor mínimo. 
{\displaystyle \delta G_{\mathrm {r} }=\left({\frac {\partial G}{\partial \xi }}\right)_{T,P};\quad \delta G_{\mathrm {r} }(\mathrm {Eq} )=0}

## Constante de Equilibrio
El potencial químico es la energía libre parcial molar. El potencial, μi, de la i-ésima especie en una reacción química es el derivado parcial de la energía libre con respecto al número de moles de esa especie, Ni: 
{\displaystyle \mu _{i}=\left({\frac {\partial G}{\partial N_{i}}}\right)_{T,P}}
Un equilibrio químico general se puede escribir como
{\displaystyle \sum _{j}n_{j}\mathrm {Reactante} _{j}\rightleftharpoons \sum _{k}m_{k}\mathrm {Producto} _{k}}
nj son los coeficientes estequiométricos de los reactivos en la ecuación de equilibrio, y mj son los coeficientes de los productos. El valor de δGr para estas reacciones es una función de los potenciales químicos de todas las especies. 
{\displaystyle \delta G_{\mathrm {r} }=\sum _{k}m_{k}\mu _{k}\,-\sum _{j}n_{j}\mu _{j}}
El potencial químico, μi , de la especie i puede calcularse en términos de su actividad, ai. 
{\displaystyle \mu _{i}=\mu _{i}^{\ominus }+RT\ln a_{i}}
μ o
i es el potencial químico estándar de la especie, R es la constante de gas y T es la temperatura. Configuración de la suma de los reactivos j para que sea igual a la suma de los productos, k , de modo que δ Gr (Eq) = 0: 
{\displaystyle \sum _{j}n_{j}\left(\mu _{j}^{\ominus }+RT\ln a_{j}\right)=\sum _{k}m_{k}\left(\mu _{k}^{\ominus }+RT\ln a_{k}\right)}
Reorganizando los términos, 
{\displaystyle \sum _{k}m_{k}\mu _{k}^{\ominus }-\sum _{j}n_{j}\mu _{j}^{\ominus }=-RT\left(\sum _{k}\ln {a_{k}}^{m_{k}}-\sum _{j}\ln {a_{j}}^{n_{j}}\right)}
{\displaystyle \Delta G^{\ominus }=-RT\ln K.}
Esto se relaciona el estándar de Gibbs de cambio de energía libre, ΔGo a una constante de equilibrio, K, el cociente de reacción de los valores de actividad en el equilibrio. 
{\displaystyle \Delta G^{\ominus }=\sum _{k}m_{k}\mu _{k}^{\ominus }-\sum _{j}n_{j}\mu _{j}^{\ominus }}
{\displaystyle \ln K=\sum _{k}\ln {a_{k}}^{m_{k}}-\sum _{j}\ln {a_{j}}^{n_{j}};\quad K={\frac {\prod _{k}{a_{k}}^{m_{k}}}{\prod _{j}{a_{j}}^{n_{j}}}}}
Se deduce que cualquier equilibrio de este tipo puede caracterizarse por el cambio de energía libre estándar o por la constante de equilibrio. En la práctica las concentraciones son más útiles que las actividades. Las actividades pueden calcularse a partir de concentraciones si se conoce el coeficiente de actividad, pero esto rara vez es el caso. A veces, los coeficientes de actividad se pueden calcular utilizando, por ejemplo, las ecuaciones de Pitzer o la teoría de la interacción iónica específica. De lo contrario, las condiciones deben ajustarse para que los coeficientes de actividad no varíen mucho. Para soluciones iónicas, esto se logra mediante el uso de un medio iónico de fondo en una alta concentración en relación con las concentraciones de la especie en equilibrio. 
Si los coeficientes de actividad son desconocidos, pueden subsumirse en la constante de equilibrio, que se convierte en un cociente de concentración. Se supone que cada actividad a i es el producto de una concentración, [Ai], y un coeficiente de actividad, γi : 
{\displaystyle a_{i}=[\mathrm {A} _{i}]\gamma _{i}}
Esta expresión para la actividad se coloca en la expresión que define la constante de equilibrio.
{\displaystyle K={\frac {\prod _{k}{a_{k}}^{m_{k}}}{\prod _{j}{a_{j}}^{n_{j}}}}={\frac {\prod _{k}\left([\mathrm {A} _{k}]\gamma _{k}\right)^{m_{k}}}{\prod _{j}\left([\mathrm {A} _{j}]\gamma _{j}\right)^{n_{j}}}}={\frac {\prod _{k}[\mathrm {A} _{k}]^{m_{k}}}{\prod _{j}[\mathrm {A} _{j}]^{n_{j}}}}\times {\frac {\prod _{k}{\gamma _{k}}^{m_{k}}}{\prod _{j}{\gamma _{j}}^{n_{j}}}}={\frac {\prod _{k}[\mathrm {A} _{k}]^{m_{k}}}{\prod _{j}[\mathrm {A} _{j}]^{n_{j}}}}\times \Gamma }
Al establecer el cociente de coeficientes de actividad, Γ,  igual a uno, la constante de equilibrio se define como un cociente de concentraciones. 
{\displaystyle K={\frac {\prod _{k}[\mathrm {A} _{k}]^{m_{k}}}{\prod _{j}[\mathrm {A} _{j}]^{n_{j}}}}}
En notación más familiar, para un equilibrio general. 
α A + β B ...  σ S + τ T ...
{\displaystyle K={\frac {[\mathrm {S} ]^{\sigma }[\mathrm {T} ]^{\tau }...}{[\mathrm {A} ]^{\alpha }[\mathrm {B} ]^{\beta }...}}}
Esta definición es mucho más práctica, pero una constante de equilibrio definida en términos de concentraciones depende de las condiciones. En particular, las constantes de equilibrio para especies en solución acuosa dependen de la fuerza iónica, ya que el coeficiente de coeficientes de actividad varía con la fuerza iónica de la solución. 
Los valores del cambio de energía libre estándar y de la constante de equilibrio dependen de la temperatura. Para una primera aproximación, se puede usar la ecuación de van 't Hoff. 
{\displaystyle {\frac {d\ln K}{dT}}\ ={\frac {\Delta H^{\ominus }}{RT^{2}}}\quad {\mbox{ o }}\quad {\frac {d\ln K}{d{\tfrac {1}{T}}}}\ =-{\frac {\Delta H^{\ominus }}{R}}}
Esto demuestra que cuando la reacción es exotérmica (ΔHo, el estándar de entalpía cambio, es negativo), entonces K disminuye al aumentar la temperatura, de acuerdo con el principio de Le Chatelier. La aproximación en cuestión es que el cambio de entalpía estándar, ΔH o, es independiente de la temperatura, que es una buena aproximación sólo sobre un pequeño rango de temperatura. Argumentos termodinámicos se pueden utilizar para mostrar que 
{\displaystyle \left({\frac {\partial H}{\partial T}}\right)_{p}=C_{p}}
donde Cp es la capacidad de calor a presión constante.

### Equilibrio en los gases
Cuando se trata de gases, la fugacidad, f , se usa en lugar de la actividad. Sin embargo, mientras que la actividad es adimensional, la fugacidad tiene la dimensión de la presión. Una consecuencia es que el potencial químico debe definirse en términos de una presión estándar, po:
{\displaystyle \mu =\mu ^{\ominus }+RT\ln {\frac {f}{p^{\ominus }}}}
Por convención p o se toma generalmente a ser de 1 bar. La fugacidad se puede expresar como el producto de presión parcial, p , y un coeficiente de fugacidad, Φ : 
{\displaystyle f=p\Phi }
Los coeficientes de fugacidad son adimensionales y pueden obtenerse experimentalmente a una temperatura y presión específicas, a partir de mediciones de desviaciones del comportamiento del gas ideal. Las constantes de equilibrio se definen en términos de fugacidad. Si los gases están a una presión suficientemente baja para que se comporten como gases ideales, la constante de equilibrio se puede definir como un cociente de presiones parciales. 
Un ejemplo de equilibrio de fase gaseosa lo proporciona el proceso de síntesis de amoníaco de Haber-Bosch. 
{\displaystyle {\ce {N2 + 3H2 <=> 2NH3}}};     {\displaystyle K={\frac {{f_{\mathrm {NH_{3}} }}^{2}}{f_{\mathrm {N_{2}} }{f_{\mathrm {H_{2}} }}^{3}}}}
Esta reacción es fuertemente exotérmica , por lo que la constante de equilibrio disminuye con la temperatura. Sin embargo, se requiere una temperatura de alrededor de 400 °C para lograr una velocidad de reacción razonable con los catalizadores disponibles actualmente. La formación de amoniaco también se ve favorecida por la alta presión, ya que el volumen disminuye cuando tiene lugar la reacción. La misma reacción, la fijación de nitrógeno, se produce a temperaturas ambiente en la naturaleza, cuando el catalizador es una enzima como la nitrogenasa. Inicialmente se necesita mucha energía para romper el triple enlace nitrógeno-nitrógeno, aunque la reacción general es exotérmica. 
Los equilibrios en fase gaseosa se producen durante la combustión y se estudiaron ya en 1943 en relación con el desarrollo del motor de cohete V2.
El cálculo de la composición para un equilibrio gaseoso a presión constante a menudo se realiza utilizando valores de ΔG, en lugar de constantes de equilibrio.

### Equilibrios múltiples
Dos o más equilibrios pueden existir al mismo tiempo. Cuando esto es así, las constantes de equilibrio pueden atribuirse a los equilibrios individuales, pero no siempre son únicas. Por ejemplo, se pueden definir tres constantes de equilibrio para un ácido dibásico, H2A.
A2− + H+  HA−;      {\displaystyle K_{1}={\frac {[{\ce {HA-}}]}{[{\ce {H+}}][{\ce {A^2-}}]}}}
HA− + H+  H2A;      {\displaystyle K_{2}={\frac {[{\ce {H2A}}]}{[{\ce {H+}}][{\ce {HA-}}]}}}
A2− + 2 H+  H2A;      {\displaystyle \beta _{2}={\frac {[{\ce {H2A}}]}{[{\ce {H+}}]^{2}[{\ce {A^2-}}]}}}
Las tres constantes no son independientes entre sí y es fácil ver que β2 = K1K2. Las constantes K1 y K2 son constantes por pasos y β es un ejemplo de una constante global. 

### Especiación

Diagrama de especiación para una solución de ácido cítrico en función del pH.

Las concentraciones de especies en equilibrio generalmente se calculan bajo el supuesto de que los coeficientes de actividad son conocidos o pueden ignorarse. En este caso, cada constante de equilibrio para la formación de un complejo en un conjunto de equilibrios múltiples se puede definir como sigue 
α A + β B ...  AαBβ...;      {\displaystyle K_{\alpha \beta \ldots }={\frac {[\mathrm {A} _{\alpha }\mathrm {B} _{\beta }\ldots ]}{[\mathrm {A} ]^{\alpha }[\mathrm {B} ]^{\beta }\ldots }}}
Las concentraciones de las especies que contienen el reactivo A están limitadas por una condición de balance de masa, es decir, la concentración total (o analítica), que es la suma de las concentraciones de todas las especies, debe ser constante. Hay una ecuación de balance de masa para cada reactivo del tipo 
{\displaystyle T_{\mathrm {A} }=[\mathrm {A} ]+\sum [\mathrm {A} _{\alpha }\mathrm {B} _{\beta }\ldots ]=[\mathrm {A} ]+\sum \left(\alpha K_{\alpha \beta }\ldots [\mathrm {A} ]^{\alpha }[\mathrm {B} ]^{\beta }\ldots \right)}
Hay tantas ecuaciones de balance de masa como reactivos, A, B ..., por lo que si se conocen los valores constantes de equilibrio, hay n ecuaciones de balance de masa en n incógnitas, [A], [B] ... , las llamadas concentraciones de reactivo libre. La solución de estas ecuaciones proporciona toda la información necesaria para calcular las concentraciones de todas las especies.
Por lo tanto, la importancia de las constantes de equilibrio radica en el hecho de que, una vez que sus valores han sido determinados por el experimento, pueden usarse para calcular las concentraciones, conocidas como especiación, de mezclas que contienen las especies relevantes. 

### Determinación
Hay cinco tipos principales de datos experimentales que se utilizan para determinar las constantes de equilibrio de la solución. Los datos potenciométricos obtenidos con un electrodo de vidrio son los más utilizados con soluciones acuosas. Los otros son las mediciones espectrofotométricas, de fluorescencia (luminiscencia) y químicas de RMN; la medición simultánea de K y ΔH para aductos 1:1 en sistemas biológicos se realiza de forma rutinaria utilizando la calorimetría de titulación isotérmica. 
Los datos experimentales comprenderán un conjunto de puntos de datos. En el punto de datos i, las concentraciones analíticas de los reactivos, TA(i), TB(i), etc., serán cantidades conocidas experimentalmente y habrá una o más cantidades medidas, yi , que dependen de alguna Manera en las concentraciones analíticas y constantes de equilibrio. Un procedimiento computacional general tiene tres componentes principales. 
1. Definición de un modelo químico de los equilibrios. El modelo consiste en una lista de reactivos, A, B, etc. y los complejos formados a partir de ellos, con estequiometrías Ap Bq... Se deben suministrar valores conocidos o estimados de las constantes de equilibrio para la formación de todos los complejos.
2. Cálculo de las concentraciones de todas las especies químicas en cada solución. Las concentraciones libres se calculan resolviendo las ecuaciones del balance de masa, y las concentraciones de los complejos se calculan utilizando las definiciones de la constante de equilibrio. Una cantidad correspondiente a la cantidad observada puede calcularse utilizando principios físicos como el potencial de Nernst o la ley de Beer-Lambert que relacionan la cantidad calculada con las concentraciones de la especie.
3. Refinamiento de las constantes de equilibrio. Normalmente se utiliza un procedimiento de mínimos cuadrados no lineales. Una suma ponderada de cuadrados, U , se minimiza.

{\displaystyle U=\sum _{i=np}^{i=1}w_{i}\left(y_{i}^{\mathrm {observado} }-y_{i}^{\mathrm {calculado} }\right)^{2}}
Los pesos, wi y cantidades y pueden ser vectores. Los valores de las constantes de equilibrio se refinan en un procedimiento iterativo.

## Equilibrio ácido-base
Brønsted y Lowry caracterizaron un equilibrio ácido-base que implicaba una reacción de intercambio de protones:
ácido + base  conjugado base + conjugado ácido.
Un ácido es un donante de protones; el protón se transfiere a la base, un aceptor de protones, creando un ácido conjugado. Para soluciones acuosas de un ácido HA, la base es agua; la base conjugada es A- y el ácido conjugado es el ion hidrógeno solvatado. En la química de la solución, es habitual utilizar H+ como una abreviatura para el ion de hidrógeno solvatado, independientemente del disolvente. En solución acuosa, H+ denota un ion hidronio solvatado.
La definición de Brønsted-Lowry se aplica a otros solventes, como el dimetilsulfóxido: el solvente S actúa como una base, aceptando un protón y formando el ácido SH+ conjugado. Una definición más amplia de disociación ácida incluye la hidrólisis , en la cual los protones se producen mediante la división de las moléculas de agua. Por ejemplo, el ácido bórico, B (OH)3 , actúa como un ácido débil, aunque no es un donante de protones, debido al equilibrio de hidrólisis. 
B(OH)3 + H2O  B(OH)−
4 + H+.
De manera similar, la hidrólisis de iones metálicos hace que iones como [Al(H2O)6]3+ se comporten como ácidos débiles:
[Al(H2O)6]3+  [Al(H2O)5(OH)]2+ + H+.
Los equilibrios ácido-base son importantes en una amplia gama de aplicaciones, como la homeostasis ácido-base, la acidificación de los océanos, la farmacología y la química analítica.

## Equilibrios host-guest
Un complejo huésped-huésped, también conocido como complejo donante-aceptor, puede formarse a partir de una base de Lewis, B y un ácido de Lewis , A. El huésped puede ser un donante o un aceptor. En bioquímica, los complejos huésped-huésped se conocen como complejos receptor- ligando; están formados principalmente por enlaces no covalentes. Muchos complejos host-guest tienen estequiometría 1:1, pero muchos otros tienen estructuras más complejas. El equilibrio general se puede escribir como 
p A + q B  ApBq
El estudio de estos complejos es importante para la química supramolecular y el reconocimiento molecular. El objetivo de estos estudios es a menudo encontrar sistemas con una alta selectividad de unión de un huésped (receptor) para una molécula o ion objetivo en particular, el huésped o el ligando. Una aplicación es el desarrollo de sensores químicos. Encontrar un fármaco que bloquee un receptor, un antagonista que forma un complejo fuerte el receptor, o que lo active, un agonista, es una vía importante para el descubrimiento del fármaco.

## Complejos de metales

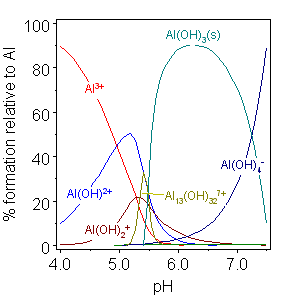
Diagrama de especiación para aluminio en solución acuosa en función del pH. Se forman diversos complejos de hidroxilos, incluido el hidróxido de aluminio, Al (OH)_{3} (s), que es insoluble a pH ~ 6.5

La formación de un complejo entre un ion metálico, M, y un ligando, L, de hecho, suele ser una reacción de sustitución. Por ejemplo, en soluciones acuosas , los iones metálicos estarán presentes como iones acuáticos , por lo que la reacción para la formación del primer complejo podría escribirse como
{\displaystyle {\ce {[M(H2O)n] + L <=> [M(H2O)n-1L] + H2O}}}
Sin embargo, dado que el agua tiene un gran exceso, la concentración de agua generalmente se supone que es constante y se omite en las expresiones constantes de equilibrio. A menudo, el metal y el ligando compiten por los protones. Para el equilibrio 
{\displaystyle {\ce {pM + qL + rH <=> MpLqHr}}}
una constante de estabilidad se puede definir de la siguiente manera:
{\displaystyle \beta _{pqr}={\frac {[\mathrm {M} _{p}\mathrm {L} _{q}\mathrm {H} _{r}]}{[\mathrm {M} ]^{p}[\mathrm {L} ]^{q}[\mathrm {H} ]^{r}}}}
La definición se puede ampliar fácilmente para incluir cualquier número de reactivos. Incluye complejos de hidróxido porque la concentración de los iones de hidróxido está relacionada con la concentración de iones de hidrógeno por la autoionización del agua.
{\displaystyle [{\ce {OH-}}]={\frac {K_{\mathrm {w} }}{[{\ce {H+}}]}}}
Las constantes de estabilidad definidas de esta manera, son constantes de asociación. Esto puede llevar a cierta confusión, ya que los valores de pKa son constantes de disociación. En los programas de computadora de propósito general, es costumbre definir todas las constantes como constantes de asociación. La relación entre los dos tipos de constante se da en las constantes de asociación y disociación. 
En bioquímica, una molécula de oxígeno puede unirse a un átomo de hierro (II) en un grupo protésico hemo en hemoglobina. El equilibrio generalmente se escribe, denotando hemoglobina por Hb, como 
{\displaystyle {\ce {Hb + O2 <=> HbO2}}}
pero esta representación es incompleta, ya que el efecto Bohr muestra que las concentraciones de equilibrio dependen del pH. Una mejor representación sería 
{\displaystyle {\ce {[HbH]+ + O2 <=> HbO2 + H+}}}
como esto muestra que cuando la concentración de iones de hidrógeno aumenta, el equilibrio se desplaza hacia la izquierda de acuerdo con el principio de Le Châtelier. La concentración de iones de hidrógeno se puede aumentar por la presencia de dióxido de carbono, que se comporta como un ácido débil. 
{\displaystyle {\ce {H2O + CO2 <=> HCO3- + H+}}}
El átomo de hierro también puede unirse a otras moléculas como el monóxido de carbono. El humo del cigarrillo contiene algo de monóxido de carbono por lo que el equilibrio 
{\displaystyle {\ce {HbO2 + CO <=> Hb(CO) + O2}}}
Se establece en la sangre de los fumadores de cigarrillos. 
La terapia de quelación se basa en el principio de usar ligandos quelantes con una alta selectividad de unión para un metal en particular para eliminar ese metal del cuerpo humano. 
Los complejos con ácidos poliamino carboxílicos encuentran una amplia gama de aplicaciones. El EDTA, en particular, se utiliza ampliamente. 

## Equilibrios redox
Un equilibrio de reducción-oxidación (redox) puede manejarse exactamente de la misma manera que cualquier otro equilibrio químico. Por ejemplo, 
Fe2+ + Ce4+  Fe3+ + Ce3+;     {\displaystyle K={\frac {[{\ce {Fe^3+}}][{\ce {Ce^3+}}]}{[{\ce {Fe^2+}}][{\ce {Ce^4+}}]}}}
Sin embargo, en el caso de reacciones redox, es conveniente dividir la reacción general en dos reacciones medias. En este ejemplo 
Fe 3+ + e -  Fe 2+
Ce 4+ + e -  Ce 3+
El cambio de energía libre estándar, que está relacionado con la constante de equilibrio por 
{\displaystyle \Delta G^{\ominus }=-RT\ln K\,}
se puede dividir en dos componentes, 
{\displaystyle \Delta G^{\ominus }=\Delta G_{{\ce {Fe}}}^{\ominus }+\Delta G_{{\ce {Ce}}}^{\ominus }}
La concentración de electrones libres es efectivamente cero ya que los electrones se transfieren directamente desde el reductor al oxidante. El potencial de electrodo estándar, E0 para cada media reacción está relacionado con el cambio de energía libre estándar en
{\displaystyle \Delta G_{{\ce {Fe}}}^{\ominus }=-nFE_{{\ce {Fe}}}^{0};\Delta G_{{\ce {Ce}}}^{\ominus }=-nFE_{{\ce {Ce}}}^{0}}
donde n es el número de electrones transferidos y F es la constante de Faraday. Ahora, la energía libre para una reacción real está dada por 
{\displaystyle \Delta G=\Delta G^{\ominus }+RT\ln Q}
donde R es la constante de gas y Q es un cociente de reacción. Hablando estrictamente, Q es un cociente de actividades, pero es una práctica común usar concentraciones en lugar de actividades. Por lo tanto: 
{\displaystyle E_{{\ce {Fe}}}=E_{{\ce {Fe}}}^{0}+{\frac {RT}{nF}}\ln {\frac {[{\ce {Fe^3+}}]}{[{\ce {Fe^2+}}]}}}
Para cualquier media reacción, el potencial redox de una mezcla real viene dado por la expresión generalizada
{\displaystyle E=E^{0}+{\frac {RT}{nF}}\ln {\frac {[{\text{especies oxidadas}}]}{[{\text{especies reducidas}}]}}}
Este es un ejemplo de la ecuación de Nernst. El potencial es conocido como un potencial de reducción. Los potenciales de electrodo estándar están disponibles en una tabla de valores. Usando estos valores, el potencial de electrodo real para un par redox se puede calcular en función de la relación de concentraciones. 
El potencial de equilibrio para una media reacción redox general 
α A + β B... + n e−  σ S + τ T...
está dado por
{\displaystyle E=E^{\ominus }+{\frac {RT}{nF}}\ln {\frac {{\{{\ce {S}}\}}^{\sigma }{\{{\ce {T}}\}}^{\tau }...}{{\{{\ce {A}}\}}^{\alpha }{\{{\ce {B}}\}}^{\beta }...}}}
El uso de esta expresión permite el efecto de una especie que no participa en la reacción redox, como el ion hidrógeno en una media reacción, como 
{\displaystyle {\ce {MnO4- + 8H+ + 5e- <=> Mn2+ +4H2O}}}
para ser tenidos en cuenta. 
La constante de equilibrio para una reacción redox completa se puede obtener a partir de los potenciales redox estándar de las semirreaciones constituyentes. En el equilibrio, el potencial de las dos medias reacciones debe ser igual entre sí y, por supuesto, el número de electrones intercambiados debe ser el mismo en las dos medias reacciones.
Los equilibrios redox juegan un papel importante en la cadena de transporte de electrones. Los diversos citocromos en la cadena tienen diferentes potenciales redox estándar, cada uno adaptado para una reacción redox específica. Esto permite, por ejemplo, reducir el oxígeno atmosférico en la fotosíntesis. Una familia distinta de citocromos, las oxidasas del citocromo P450, están implicadas en la esteroidogénesis y la desintoxicación. 

## Solubilidad
Cuando un soluto forma una solución saturada en un solvente, la concentración del soluto, a una temperatura dada, está determinada por la constante de equilibrio a esa temperatura.
{\displaystyle \ln K=-RT\ln \left({\frac {\sum _{k}{a_{k}}^{m_{k}}\mathrm {(soluci{\acute {o}}n)} }{a\mathrm {(s{\acute {o}}lido)} }}\right)}
La actividad de una sustancia pura en estado sólido es una, por definición, por lo que la expresión se simplifica a 
{\displaystyle \ln K=-RT\ln \left(\sum _{k}{a_{k}}^{m_{k}}\mathrm {(soluci{\acute {o}}n)} \right)}
Si el soluto no se disocia, la suma se reemplaza por un solo término, pero si ocurre disociación, como ocurre con las sustancias iónicas 
{\displaystyle K_{\mathrm {SP} }=\prod _{k}{{a_{k}}^{m_{k}}}}
Por ejemplo, con Na2 SO4 , m1 = 2 y m2 = 1 lo que el producto de solubilidad se escribe como 
{\displaystyle K_{\mathrm {SP} }=[\mathrm {Na^{+}} ]^{2}[\mathrm {SO_{4}^{2-}} ]}
Las concentraciones, indicadas por [...], se usan generalmente en lugar de actividades, pero la actividad debe tenerse en cuenta la presencia de otra sal sin iones en común, el llamado efecto sal. Cuando está presente otra sal que tiene un ion en común, el efecto del ion común entra en juego, reduciendo la solubilidad del soluto primario.

## Partición
Cuando una solución de una sustancia en un solvente se pone en equilibrio con un segundo solvente que es inmiscible con el primer solvente, la substancia disuelta se puede dividir entre los dos solventes. La relación de concentraciones en los dos solventes se conoce como coeficiente de partición o coeficiente de distribución. El coeficiente de partición se define como la relación de las concentraciones analíticas del soluto en las dos fases. Por convención el valor se reporta en forma logarítmica. 
{\displaystyle \log p=\log {\frac {[\mathrm {soluto} ]_{\mathrm {fase\;org{\acute {a}}nica} }}{[\mathrm {soluto} ]_{\mathrm {fase\;acuosa} }}}}
El coeficiente de reparto se define a una temperatura específica y, si corresponde, el pH de la fase acuosa. Los coeficientes de partición son muy importantes en farmacología porque determinan hasta qué punto una sustancia puede pasar de la sangre (una solución acuosa) a través de una pared celular que es como un solvente orgánico. Usualmente se miden usando agua y octanol como los dos solventes. Muchos compuestos farmacéuticos son ácidos débiles o bases débiles. Dicho compuesto puede existir con un grado diferente de protonación dependiendo del pH y la constante de disociación ácida. Debido a que la fase orgánica tiene una constante dieléctrica baja, la especie sin carga eléctrica será la que más probablemente pase de la fase acuosa a la fase orgánica. Incluso a pH 7–7.2, el rango de valores de pH biológico, la fase acuosa puede mantener un equilibrio entre más de una forma protonada. Iniciar sesión p se determina a partir de la concentración analítica de la sustancia en la fase acuosa, es decir, la suma de la concentración de las diferentes especies en equilibrio. 
La extracción con disolventes se utiliza ampliamente en los procesos de separación y purificación. En su forma más simple, la reacción se realiza en un solvente orgánico y los subproductos no deseados se eliminan mediante extracción en agua a un pH particular. 
Se puede extraer un ion metálico de una fase acuosa en una fase orgánica en la que la sal no es soluble, agregando un ligando. El ligando, La-, forma un complejo con el ion metálico, Mb +, [MLx](b - ax)+ que tiene una superficie exterior fuertemente hidrofóbica. Si el complejo no tiene carga eléctrica, se extraerá con relativa facilidad en la fase orgánica. Si el complejo está cargado, se extrae como un par de iones. El ligando adicional no siempre es necesario. Por ejemplo, el nitrato de uranilo, UO2(NO3)2, es soluble en dietil éter porque el disolvente mismo actúa como un ligando. Esta propiedad se usó en el pasado para separar el uranio de otros metales cuyas sales no son solubles en éter. Actualmente extracción en queroseno se prefiere, el uso de un ligando tal como tributilfosfato, TBP. En el proceso PUREX, que se usa comúnmente en el reprocesamiento nuclear, el uranio (VI) se extrae del ácido nítrico fuerte como el complejo eléctricamente neutro [UO2(TBP)2(NO3)2]. El ácido nítrico fuerte proporciona una alta concentración de iones de nitrato que empuja el equilibrio a favor del complejo de nitrato débil. El uranio se recupera por extracción por extracción (decapado) en ácido nítrico débil. El plutonio (IV) forma un complejo similar, [PuO2(TBP)2(NO3)2] y el plutonio en este complejo se puede reducir para separarlo del uranio. 
Otra aplicación importante de la extracción con solventes es la separación de los lantanoides. Este proceso también utiliza TBP y los complejos se extraen en queroseno. La separación se logra porque la constante de estabilidad para la formación del complejo TBP aumenta a medida que disminuye el tamaño del ion lantanoide. 
Un ejemplo de extracción de un par de iones es el uso de un ligando para permitir la oxidación por permanganato de potasio, KMnO4, en un disolvente orgánico. El KMnO4 no es soluble en solventes orgánicos. Cuando se agrega un ligando, como un éter de corona, a una solución acuosa de KMnO4, se forma un complejo hidrofóbico con el catión potasio que permite que el par de iones sin carga [KL]+ [MnO4]- se extraiga en el disolvente orgánico. 
Los problemas de partición más complejos (es decir, 3 o más fases presentes) a veces se pueden manejar con un enfoque de capacidad de fugacidad. 

## Cromatografía
En la cromatografía, las sustancias se separan por partición entre una fase estacionaria y una fase móvil. El analito se disuelve en la fase móvil y pasa por la fase estacionaria. La separación se produce debido a las diferentes afinidades de los analitos para la fase estacionaria. Una constante de distribución, Kd puede definirse como 
{\displaystyle K_{\mathrm {d} }={\frac {a_{\mathrm {s} }}{a_{\mathrm {m} }}}}
donde as y am son las actividades de equilibrio en las fases estacionarias y móviles, respectivamente. Se puede mostrar que la tasa de migración, ν, está relacionada con la constante de distribución por 
{\displaystyle {\bar {\nu }}\propto {\frac {1}{1+fK_{\mathrm {d} }}}.}
f es un factor que depende de los volúmenes de las dos fases. Por lo tanto, cuanto mayor sea la afinidad del soluto por la fase estacionaria, más lenta será la tasa de migración. 
Existe una amplia variedad de técnicas cromatográficas, dependiendo de la naturaleza de las fases estacionarias y móviles. Cuando la fase estacionaria es sólida, el analito puede formar un complejo con ella. Un ablandador de agua funciona por complejación selectiva con una resina de intercambio iónico de sulfonato. Los iones de sodio forman complejos relativamente débiles con la resina. Cuando el agua dura pasa a través de la resina, los iones divalentes de magnesio y calcio desplazan los iones de sodio y se retienen en la resina, R. 
{\displaystyle {\ce {RNa + M^2+ <=> RM+ + Na+}}}
El agua que sale de la columna es relativamente rica en iones de sodio y pobre en calcio y magnesio que se retienen en la columna. La columna se regenera pasando una solución fuerte de cloruro de sodio a través de ella, de modo que el complejo de resina-sodio se forme nuevamente en la columna. La cromatografía de intercambio iónico utiliza una resina como Chelex 100 en la que los residuos de iminodiacetato, unidos a un esqueleto de polímero, forman complejos de quelatos de diferentes resistencias con diferentes iones metálicos, lo que permite que los iones como Cu2+ y Ni2+ se separen cromatográficamente. 
Otro ejemplo de formación de complejos es la cromatografía quiral en la que se utiliza para separar los enantiómeros entre sí. La fase estacionaria es en sí misma quiral y forma complejos selectivamente con los enantiómeros. En otros tipos de cromatografía con una fase estacionaria sólida, como la cromatografía de capa fina, el analito se adsorbe selectivamente sobre el sólido. 
En la cromatografía de gases líquidos (GLC), la fase estacionaria es un líquido como el polidimetilsiloxano, recubierto en un tubo de vidrio. La separación se logra porque los diversos componentes en el gas tienen una solubilidad diferente en la fase estacionaria. El GLC se puede usar para separar literalmente cientos de componentes en una mezcla de gases como el humo de un cigarrillo o aceites esenciales, como el aceite de lavanda. 